# HD123884
HD123884 — хімічно пекулярна зоря спектрального класу B8, що має видиму зоряну величину в смузі V приблизно  9,4.
Вона  розташована на відстані близько 1842,7 світлових років від Сонця.

## Пекулярний хімічний склад
HD123884 належить до Хімічно пекулярних зір з пониженим вмістом гелію 
й в її  зоряній атмосфері спостерігається нестача He у порівнянні з його вмістом в атмосфері Сонця.